# Biserica de lemn din Cerătu de Copăcioasa

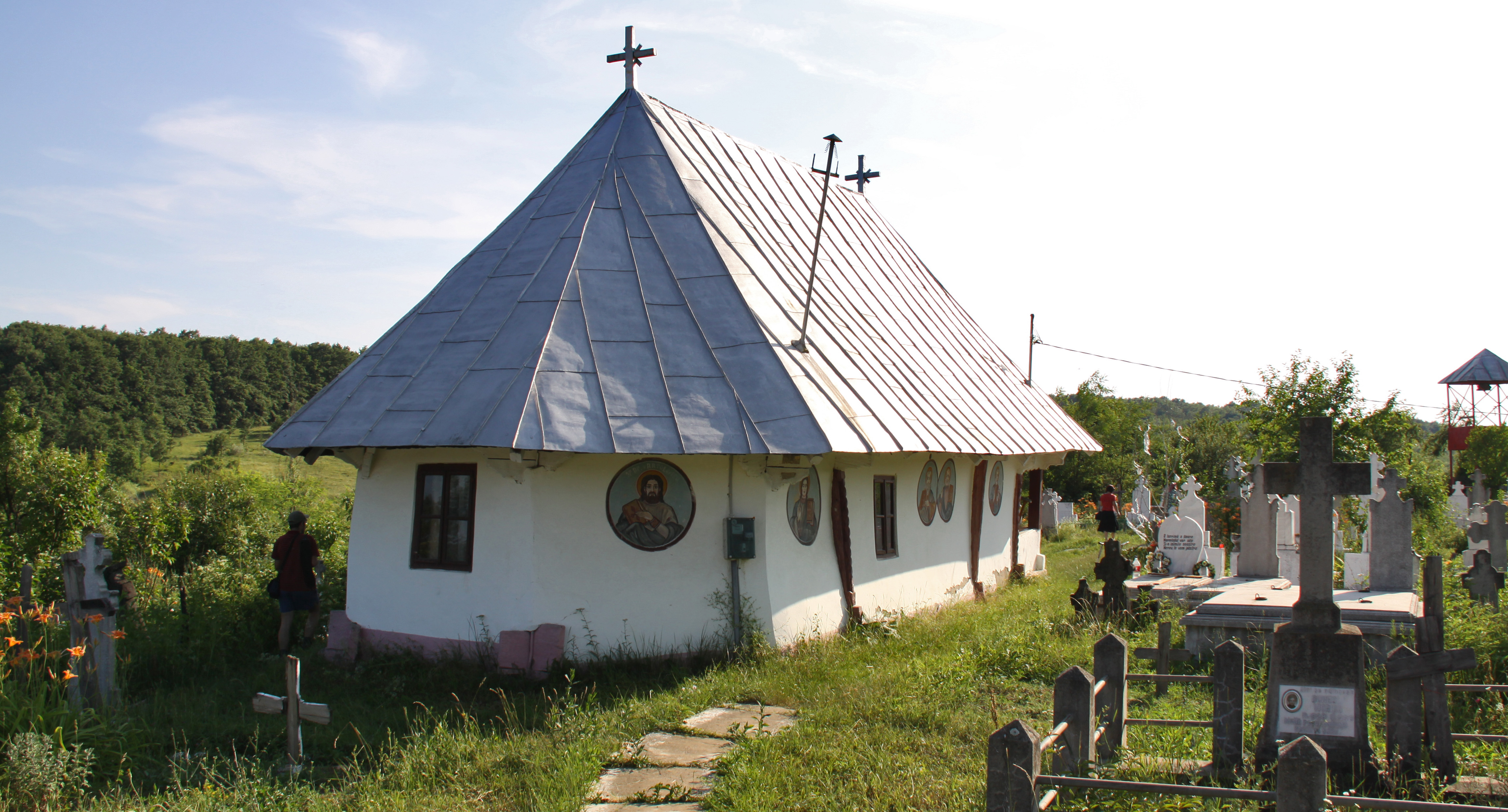
Biserica de lemn din Cerătu de Copăcioasa, foto: 2009.

Biserica de lemn din Cerătu de Copăcioasa, cu dublul hram „Buna Vestire”și „Izvorul Tamaduirii” a fost ridicată în secolul al XVIII-lea în satul Cerătu, comuna Scoarța. Biserica se află pe noua listă a monumentelor istorice din județul Gorj sub codul LMI:  GJ-II-m-B-09283.

## Imagini din exterior

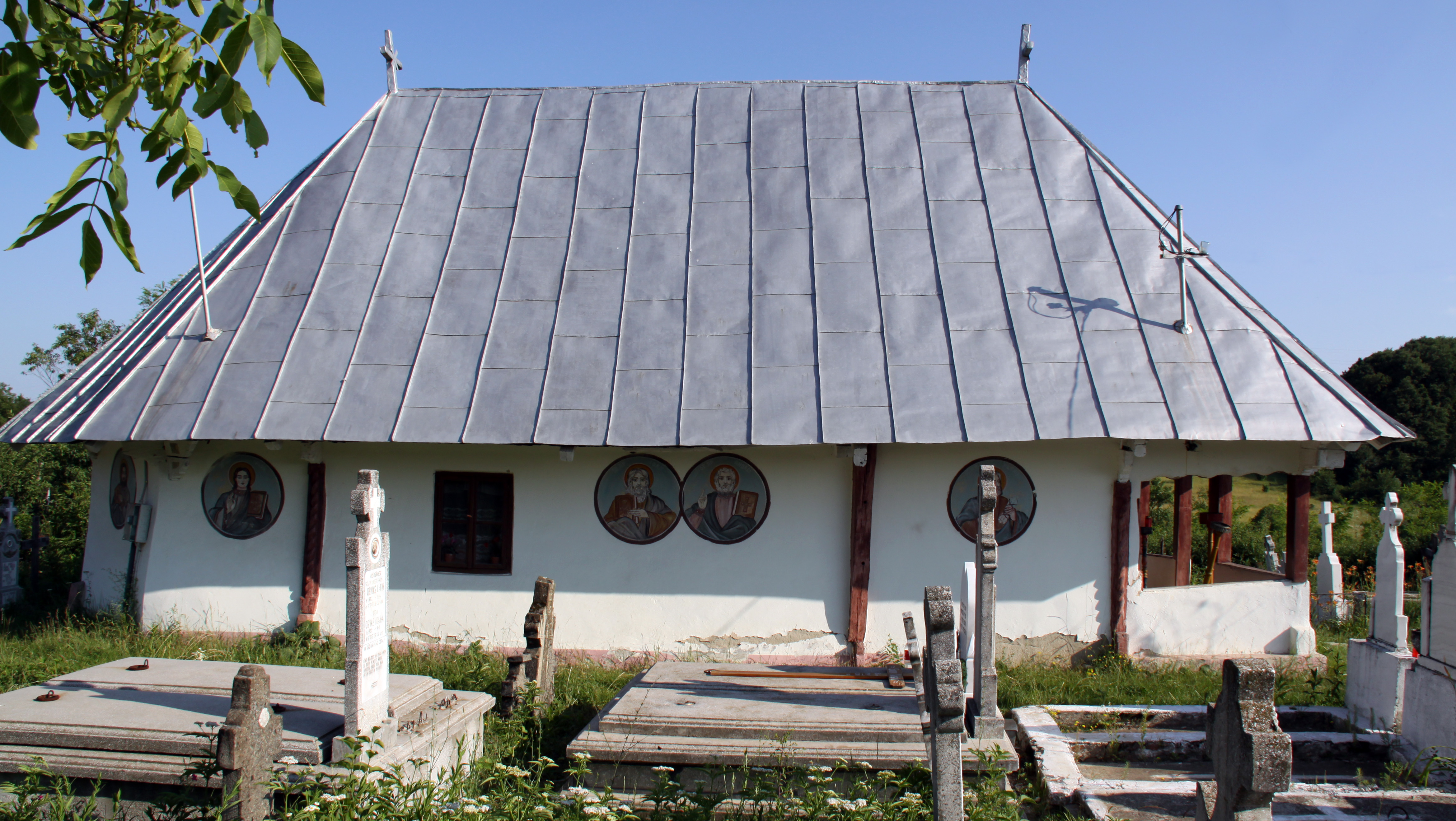
nord
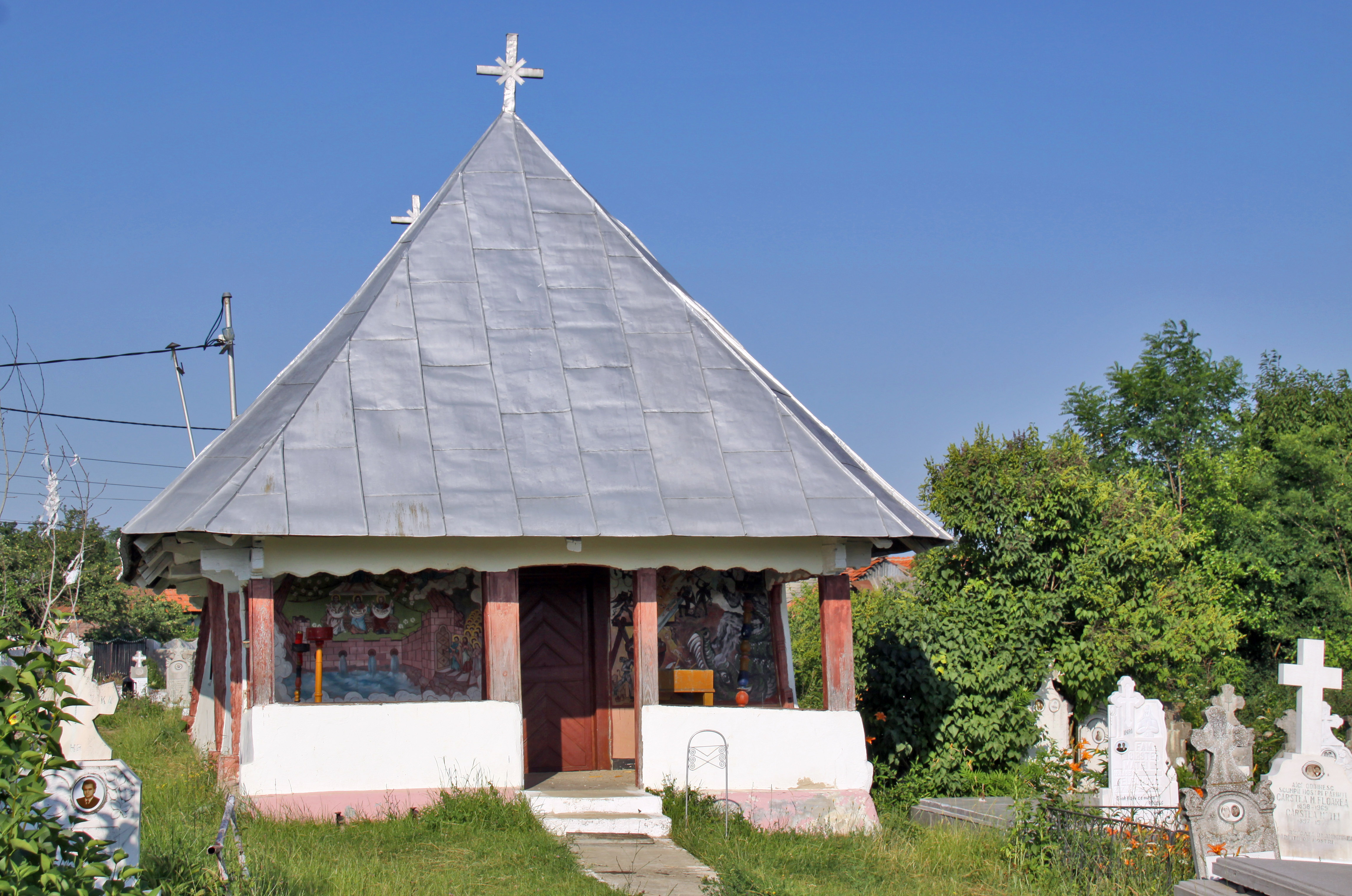
intrare, vest
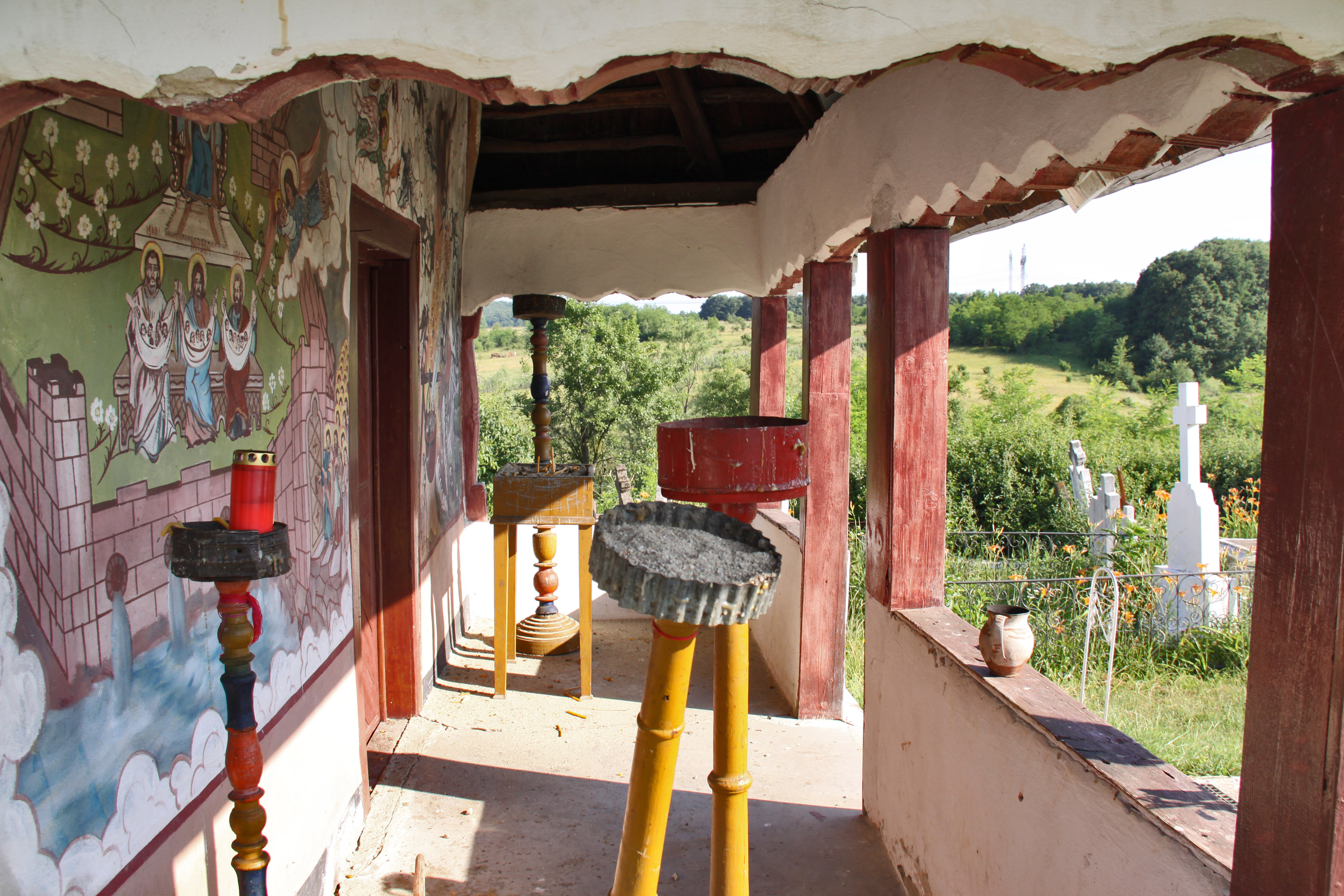
pridvor
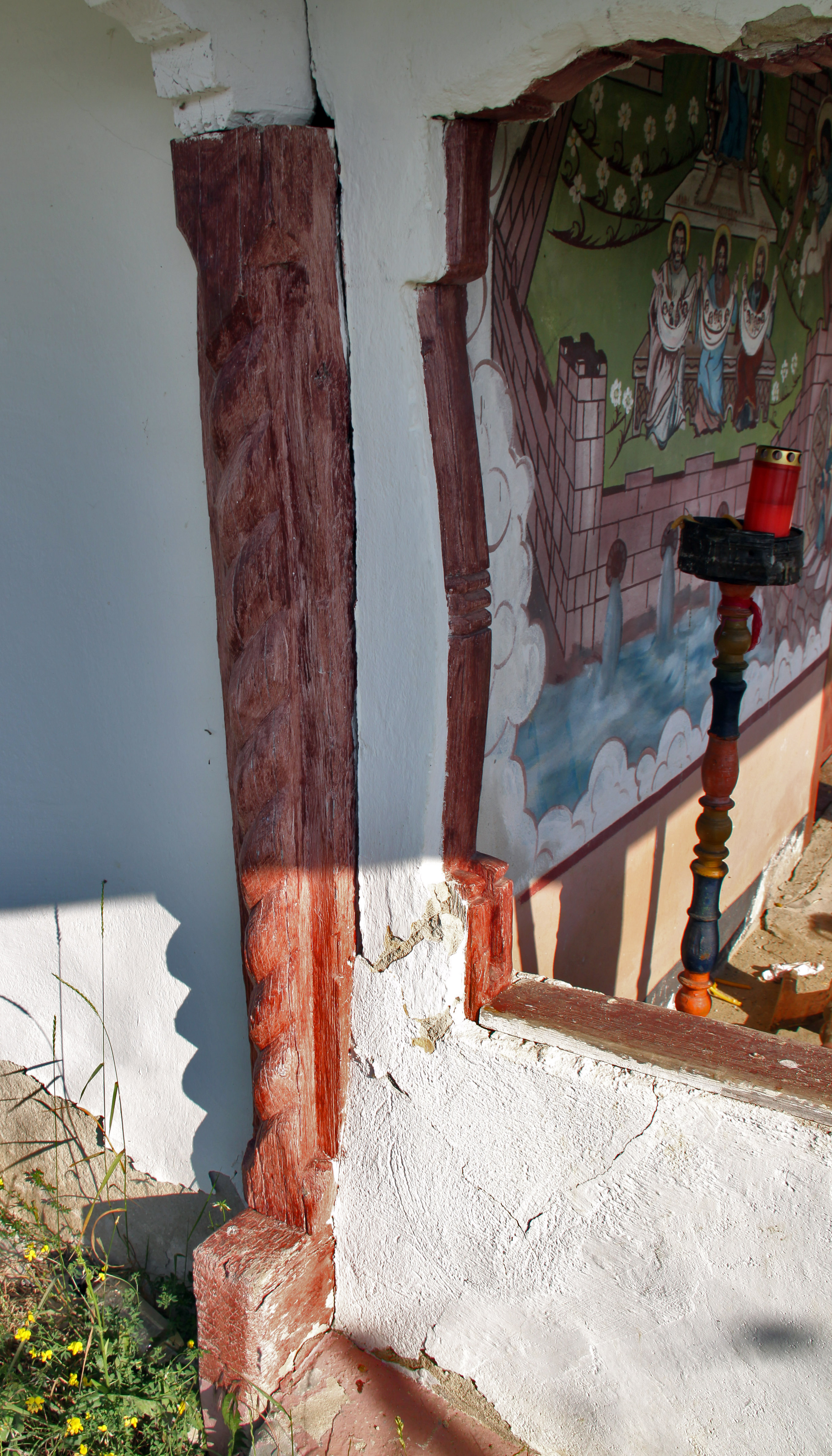
stenapi
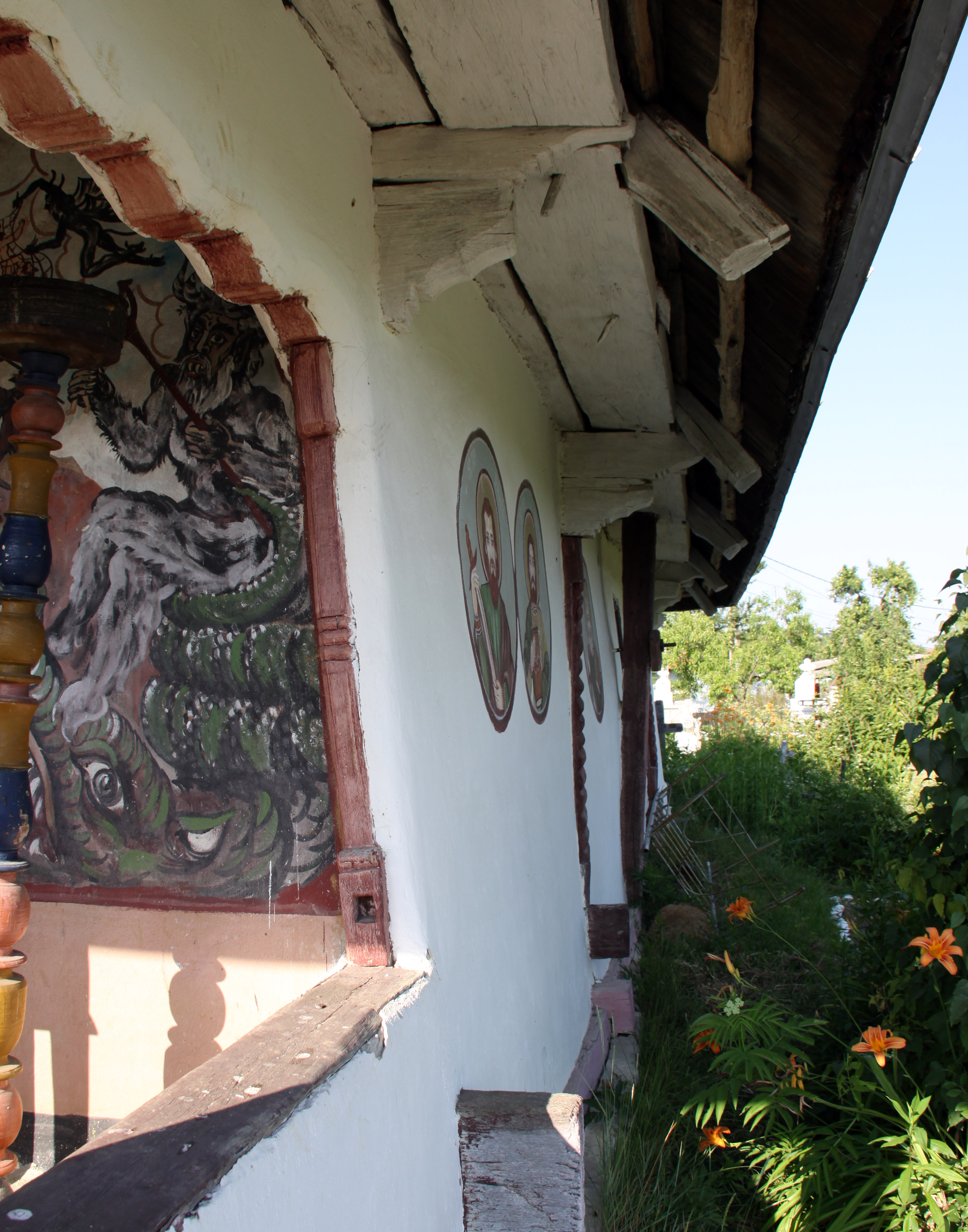
streașină sud
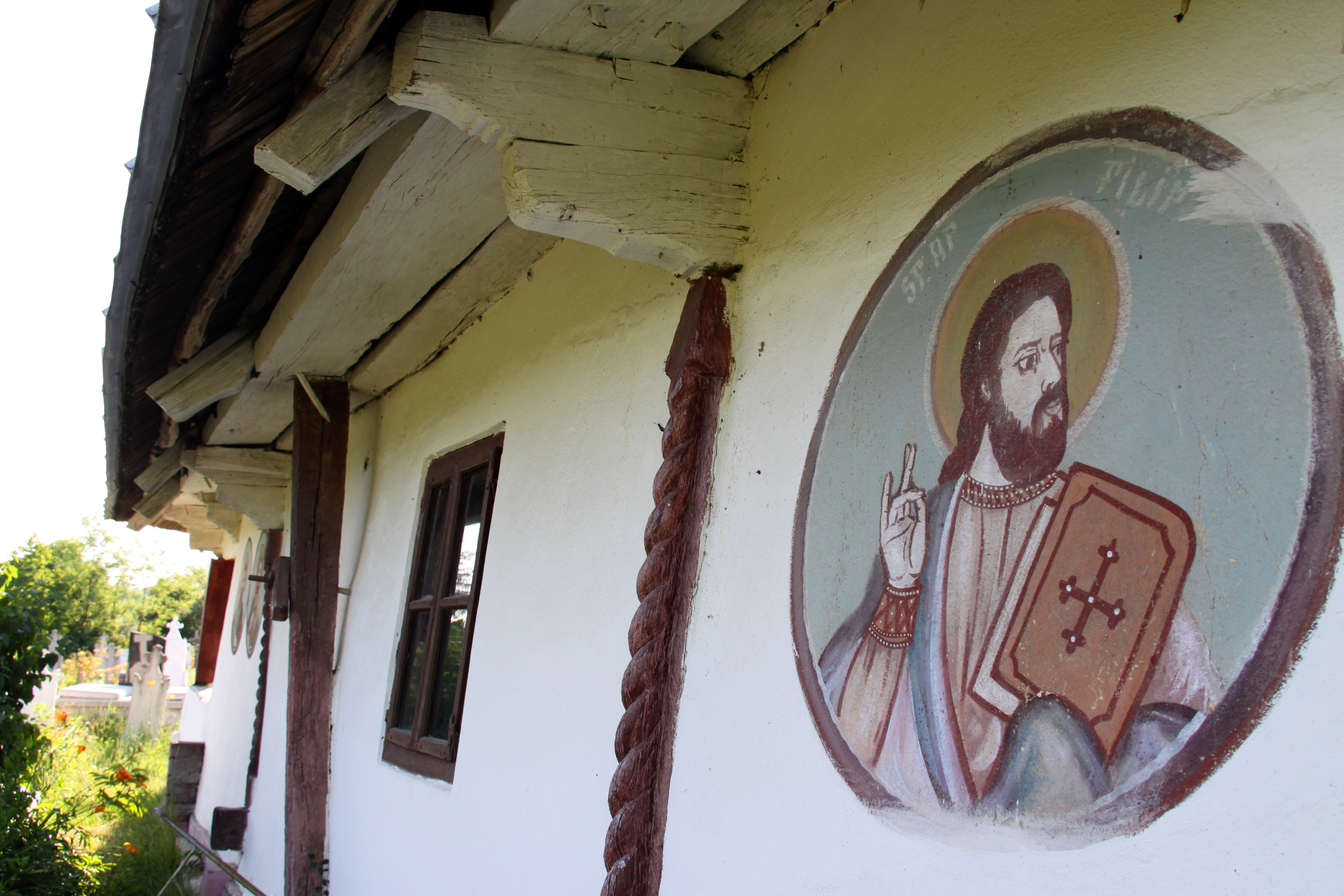
sud